# 敘利亞-瑪拉巴禮天主教圖卡萊教區
敘利亞-瑪拉巴禮天主教圖卡萊教區（拉丁語：Eparchia Thuckalayensis）是東儀天主教的一個教區（敘利亞－瑪拉巴禮），位於印度泰米爾納德邦南部，受金格納傑里總教區管轄。
教區成立於1996年11月11日，2010年有教友29,673名（佔轄區總人口百分之1.4），由六十三名司鐸名管理五十五個堂區。首任教區主教喬治·阿蘭凱利為教會現任大總主教，其職務由現任主教喬治·拉曾德蘭·庫蒂納達爾接任。